# Кантав'єха
Кантав'єха (ісп. Cantavieja) — муніципалітет в Іспанії, у складі автономної спільноти Арагон, у провінції Теруель. Населення — 748 осіб (2010).
Муніципалітет розташований на відстані близько 280 км на схід від Мадрида, 65 км на схід від міста Теруель.
На території муніципалітету розташовані такі населені пункти: (дані про населення за 2010 рік)
- Кантав'єха: 696 осіб
- Касас-де-Сан-Хуан: 5 осіб
- Солана: 16 осіб
- Умбрія: 17 осіб
- Вега: 14 осіб

## Демографія
Динаміка населення (INE ):

## Галерея зображень

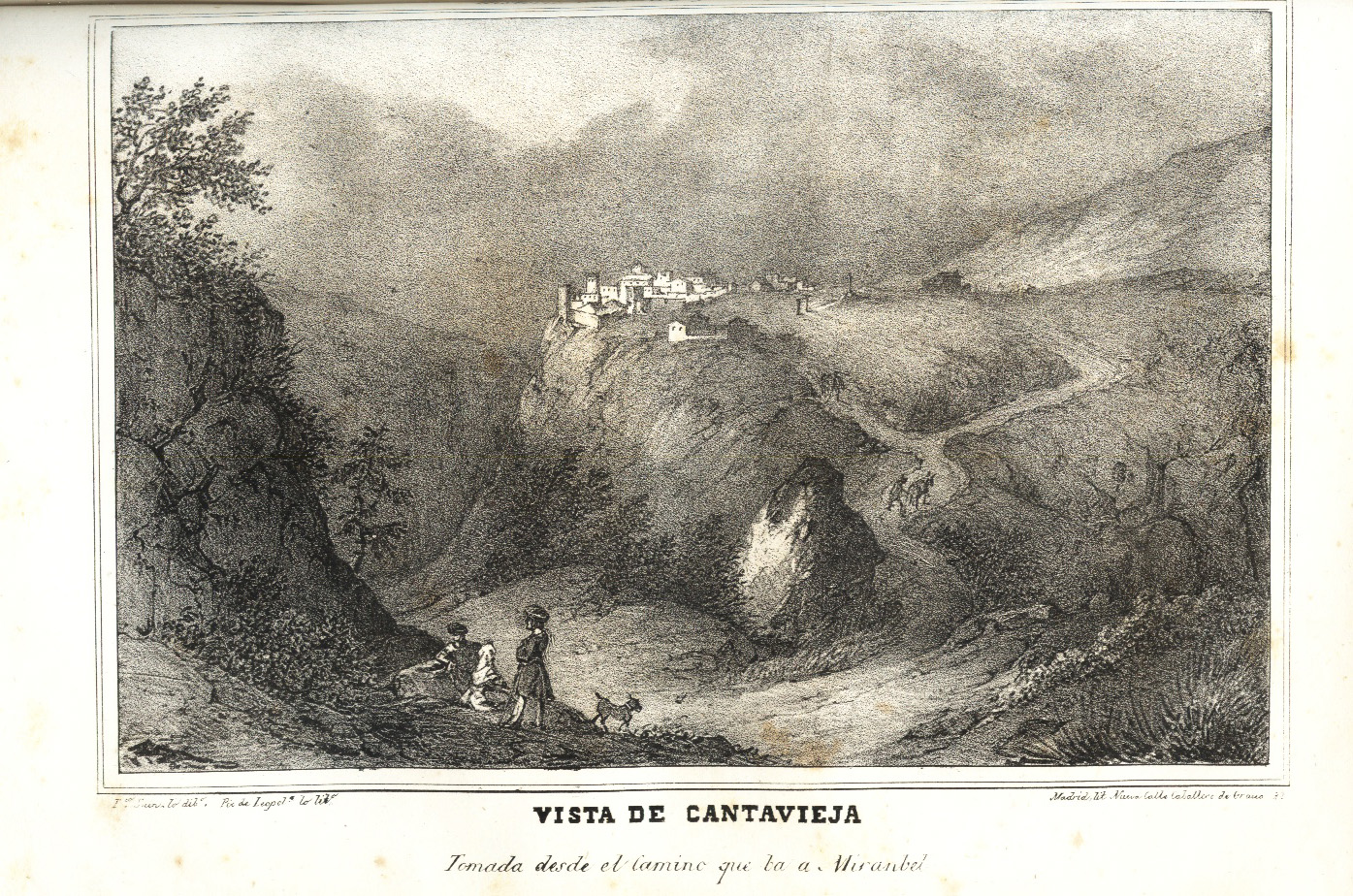
Кантав'єха, 1845